# Enrico Vanni
Don Enrico Vanni, nome completo Domenico Adolfo Enrico Vanni (Riccovolto di Frassinoro, 5 marzo 1876 – Ferrara, 17 ottobre 1929), è stato un presbitero e giornalista italiano.

## Biografia

### Gli anni del sacerdozio
Secondo di sei fratelli, Enrico Vanni nacque a Riccovolto di Frassinoro, in una località chiamata La Raggia, dal matrimonio tra Biagio e Rosa Stefani.
Venne ordinato sacerdote il 1º ottobre 1898 presso il Seminario di Fiumalbo, ma già nel 1891 insegnava grammatica latina e italiana nello stesso. Nel marzo 1903 gli venne assegnato l’incarico di parroco della frazione modenese di Freto, incarico che mantenne fino all’ottobre 1904. Ma nel corso di quel periodo, forse anche per provare a correggere le sue tendenze murriane, l’Arcivescovo di Modena, Natale Bruni, decise di inviarlo a Roma al Collegio Lombardo e di fargli frequentare la Pontificia Università Gregoriana. Per questo, tra il 1903 e il luglio 1906, il sacerdote riccovoltese risiedette spesso nella Capitale e, solo dopo avere conseguito la laurea in Diritto canonico, ebbe la possibilità di fare ritorno stabilmente a Modena.
Dopo il ritorno, più precisamente negli anni della nascita e della diffusione del mensile modernista “La Ghirlandina” (1906-1907), divenne docente di Diritto canonico presso il Seminario metropolitano di Modena. Successivamente, però, dopo una visita apostolica organizzata per scongiurare la proliferazione delle idee socialiste tra i cattolici, fu assegnato suo malgrado al Seminario abbaziale di Nonantola (1907) e declassato da insegnante ad archivista. A Nonantola assunse la direzione dell’Archivio della Curia Abbaziale, ma nell’estate del 1911, dopo che, nel novembre 1907, Natale Bruni aveva iniziato ad applicare alla lettera le istruzioni della Santa Sede per debellare la piaga del modernismo, la Sacra Congregazione Concistorale decise di allontanarlo anche dall’archivio nonantolano.
Nel corso del 1912, dopo avere richiesto l’intervento del Governo, per risolvere la difficile situazione in cui si era venuto a trovare dopo l’allontanamento dall’Archivio della Curia Abbaziale, Vanni divenne Canonico della Basilica Palatina di San Nicolò di Bari. Prima di tale importante avvenimento, dopo avere conosciuto il giornalista e politico Filippo Naldi, aveva partecipato in prima persona, insieme a questi e al politico pavullese Giovanni Borelli, alla fondazione di un piccolo foglio liberale bolognese chiamato “Patria”, col quale egli stesso collaborò.

### L’incontro con Filippo Naldi
Poco dopo la fondazione di Patria e prima del periodo barese, Don Vanni convisse per qualche tempo a Bologna con Naldi e il giornalista Nello Quilici. Tra di loro nacque un’amcizia che si mantenne anche quando il sacerdote assunse l’incarico che lo portò in Puglia. Insieme al primo dei due amici, nel dicembre 1912, il sacerdote effettuò anche un importante viaggio in Albania, dove Naldi si recava spesso come corrispondente del quotidiano La Tribuna. Proprio in tale periodo ebbe inizio la sua collaborazione con un altro importante quotidiano bolognese, Il Resto del Carlino, di cui lo stesso Naldi sarà condirettore, a partire dal 1913. Insieme all’allora futuro direttore partecipò alla preparazione delle elezioni politiche che si tennero in quello stesso anno. In quella occasione si adoperò per valorizzare il lavoro e le idee dei cattolici liberali, ed affiancò Naldi per completare le operazioni pre-elettorali che questi svolgeva a quel tempo in collaborazione con l’Arcivescovo di Bologna, Giacomo Della Chiesa - noto anche e soprattutto per essere diventato Pontefice della Chiesa Cattolica nel settembre 1914 col nome di Benedetto XV -.
Allo scoppio della prima guerra mondiale, più precisamente dopo l’entrata in guerra dell’Italia, prestò servizio militare per quattro anni consecutivi, venendo assegnato all’Ufficio Storiografico della Mobilitazione Industriale, diretto dal suo conterraneo Giovanni Borelli. Tuttavia, alla conclusione di essa, Vanni rinunciò a fare ritorno a Bari, preferendo proseguire con la sua attività di giornalista, pur però non abbandonando mai l’abito talare e restando quindi “sacerdote nel senso più puro e rigido della parola”.
Nell’ottobre 1914, prima cioè dell’arruolamento e della conseguente assegnazione all’USM, Vanni era stato testimone inconsapevole di qualcosa che, ben presto, avrebbe rivoluzionato la storia d’Italia, quando, nel corso di un viaggio in treno da Brindisi a Bari, Filippo Naldi, a quel tempo già direttore del Carlino, decise di parlargli di un ambizioso progetto che prevedeva la fondazione di un quotidiano socialista interventista chiamato Il Popolo d'Italia e la creazione di un grande giornale completamente liberale a Roma (si trattava molto probabilmente de Il Tempo, ovvero del quotidiano che Pippo avrebbe voluto fondare già nella primavera del 1915, ma che, purtroppo, non poté inaugurare prima del dicembre 1917, a causa dell’opposizione di Antonio Salandra).
Per la verità, il sacerdote di Riccovolto non fu solamente un semplice collaboratore di tale testata romana. Ancor prima che essa venisse fondata, formava già, insieme a Pio Sterbini, ex vaticanista de Il Giornale d’Italia e segretario al Ministero della Guerra, e a Nello Quilici una specie di “triumvirato” attraverso cui si doveva passare per giungere a Naldi e al suo futuro giornale. Anzi, Vanni era considerato addirittura come una specie di direttore di tale “troika”, nonché la vera anima di tutti gli affari che ruotavano intorno a Pippo.
Tornando al Vanni sacerdote, è veramente difficile stabilire se e quando gli fu comminata la sospensione a divinis di cui alcuni storici hanno parlato facendo riferimento ai provvedimenti presi da Pio X per punire le sue tendenze murriane, perché non esistono documenti che possano provare che essa sia stata effettivamente comminata. Esiste però prova del fatto che, il 12 ottobre 1920, il Ministero di Grazia, Giustizia e dei Culti del Regno d’Italia dichiarò “decaduto dal suo ufficio il sacerdote prof. Enrico Vanni, canonico della reale Basilica palatina di San Nicola di Bari”. Questo anche se esistono prove dei suoi frequenti ritorni nella città pugliese, da Ferrara, anche dopo la data indicata nella nota relativa alla dichiarazione di decadenza; ritorni, questi, che Vanni avrebbe effettuato per “adempiere agli obblighi del beneficio palatino ormai vicino a cessare coi Patti Lateranensi”.

### Con Nello Quilici al Corriere Padano
Il primo articolo a firma di Vanni comparso sul Corriere Padano è datato 9 gennaio 1926, ma dalla chiusura de Il Tempo, avvenuta nel 1922, all’inizio della collaborazione con il quotidiano ferrarese, Vanni non rimase di certo con le mani in mano: infatti, mentre risiedeva a Roma, al 5 di Via Calandrelli, nelle vicinanze del brefotrofio di Monteverde, nell’abitazione di Naldi, collaborava regolarmente con il Corriere Italiano, anche se il suo nome, al contrario, ad esempio, di quello del suo amico Nello Quilici, non venne mai inserito nell’elenco del personale di redazione del quotidiano di cui si parla.
L’esperienza romana del sacerdote si interruppe probabilmente il 16 giugno 1924, quando, mentre si trovava nell’abitazione romana di Naldi, insieme a quest’ultimo e a suo fratello Bertrando, all’ingegner Attilio Consalvo, all’avvocato Giuseppe Reboa e al ragionier Giovanni Costa, fu interrogato dal Commissario di Polizia, Genghi, dopo l’arresto di Naldi per favoreggiamento nell’ambito della fuga del direttore de Corriere Italiano, Filippo Filippelli, implicato nel delitto Matteotti.
Tale arresto e il coinvolgimento indiretto di Quilici nella custodia della automobile usata per il rapimento di Matteotti costrinsero Vanni a cambiare aria. Accettò perciò di stabilirsi a Ferrara insieme allo stesso Quilici, e di avvicinarsi di conseguenza al Corriere Padano di Italo Balbo. Con l’assunzione della direzione di tale quotidiano da parte del suo amico livornese di nascita, ma parzialmente frignanese di origine, per Don Vanni si spalancarono le porte del quotidiano stesso. A partire dal 1926 e per molti anni compilò e redasse personalmente “la “terza pagina” letteraria ed artistica, senza per questo trascurare i suoi prediletti studi filosofici, giuridici e storici”.

### La morte
Ma il 17 ottobre 1929, dopo una malattia, durata circa un anno, e centinaia di articoli scritti per il Corriere Padano, Vanni si spense all’Arcispedale Sant'Anna di Ferrara, assistito dal fratello Leone e dall’amico di sempre, Nello Quilici.
Ancora oggi non è possibile stabilire con certezza assoluta se, come si dice, Vanni abbandonò o meno l’abito talare, né se la famosa presunta sospensione a divinis, di cui tanti hanno parlato, gli fu effettivamente comminata. Sappiamo per certo, però, che prima della sua morte, egli ebbe la possibilità di riconciliarsi pienamente con la Chiesa, la quale, infatti, prima della sua scomparsa “lo benedisse e lo confortò”.. Venne sepolto nel primo Campo a destra del Cimitero monumentale della Certosa di Ferrara, dove tuttora riposa.

## Opere
- “Per la storia delle chiese modenesi: osservazioni e documenti a difesa di Fiorano e Spezzano nella causa Matricitatis promossa da Torre Maina", TEIC, Modena 1908..
- “Psicologia montanara”, in “Atti e memorie dell’Accademia Lo Scoltenna”, Pievepelago, Editrice Società Lo Scoltenna, 1903.